# Richard Larsen
Richard Larsen (født 22. december 1934) er en tidligere dansk atlet, bogtrykker og idrætsleder bl.a som medlem af Danmarks Olympiske Komité.
Larsen begyndte med atletik i Odense GF som 11-årig i 1945. Da han 1952 flyttede til København blev han medlem af Arbejdernes Idrætsklub 1895 og var i klubben frem til 1959, var derefter i Københavns IF. Han vandt 22 danske mesterskaber; ti i stangspring, fem i længdespring, to på 100 meter, tre på 4 x 100 meter og to i Danmarksturneringen – DM for hold. Han var tre gange på det danske landshold. Han deltog i stangspring ved to Europa meterskaber; 1954 og 1958.
Efter den aktive karrieren overgik han til lederarbejde, først på klub niveau hvor han bl.a sammen med Peter Schnohr var initiativtager til Eremitageløbet der blev afholdt for første gang i 1968. Siden starten har omkring en halv million løbere gennemført løbet i Dyrehaven. Løbet er i dag Danmarks største enkeltdags motionsløb og verdens ældste. Han var medlem af Danmarks Olympiske Komité og ved OL i Seoul 1988 var han "Chef de mission", dvs. hovedleder for den danske OL-trup.
Hans far Ernst Larsen vandt det danske mesterskab i stangspring ni gange i årene 1932-41.

## Internationale mesterskaber
- 1958 EM Stangspring 4,00
- 1954 EM Stangspring 4,10

## Danske mesterskaber
- Sølv 1964 Stangspring 3,90
- Guld 1963 Stangspring 3,90
- Guld 1961 Danmarksturneringen
- Guld 1961 Stangspring 4,00
- Guld 1961 Længdespring 7,01
- Guld 1960 Danmarksturneringen
- Sølv 1960 Stangspring 4,00
- Guld 1959 Stangspring 4,00
- Guld 1959 Længdespring 6,84
- Sølv 1959 4 x 100 meter
- Guld 1958 Stangspring 4,15
- Guld 1958 Længdespring 6,65
- Guld 1958 4 x 100 meter
- Guld 1957 100 meter 10.9
- Guld 1957 Stangspring 3,70
- Guld 1957 Længdespring 7,04
- Guld 1956 100 meter 10.9
- Guld 1956 Stangspring 3,70
- Guld 1956 Længdespring 7,00
- Guld 1956 4 x 100 meter
- Guld 1955 Stangspring 3,90
- Guld 1955 4 x 100 meter
- Guld 1954 Stangspring 4,05
- Sølv 1954 Længdespring 6,64
- Guld 1953 Stangspring 3,95
- Sølv 1953 4 x 100 meter 44,4
- Guld 1952 Stangspring 3,95

## Personlige rekorder
- Stangspring: 4,30 1958 og 1961
- Længdespring: 7,27 1957